# Suruga-ku
Suruga-ku (駿河区?) è uno dei tre quartieri amministrativi della città di Shizuoka, in Giappone.